# Anzah
Anzah ou 'Anza, en arabe : عنزة, est un village du gouvernorat de Jénine en Palestine, dans le nord de la Cisjordanie. Il est situé à 18 kilomètres au sud-ouest de Jénine. Selon le recensement du Bureau central palestinien des statistiques, la localité compte une population de 1 938 habitants en 2017.